# 魯夸區
魯夸區是坦桑尼亞的26行政區之一，位於坦桑尼亚西部，首府松巴萬加，北面是基戈馬區和塔波拉區，東面是姆貝亞區，南接贊比亞，西臨剛果民主共和國和坦噶尼喀湖，2002年人口为1,141,743人。
1. ↑  . ISO.   [2022-10-09].